# Serata futurista
Con il termine serata futurista si intende uno spettacolo provocatorio e irriverente organizzato per la prima volta al Teatro Chiarella di Torino l'8 marzo 1909 da un gruppo di futuristi, con la lettura del Manifesto del Futurismo pubblicato circa tre settimane prima dal giornale Le Figaro il 20 febbraio 1909.
Organizzatore e propugnatore delle serate futuriste era Filippo Tommaso Marinetti, che intratteneva gli spettatori leggendo i manifesti futuristi, delle poesie futuriste o facendo eseguire degli spettacoli musicali. Il filo conduttore delle serate era quello di intrattenere il pubblico provocandolo e nel contempo diffondendo le idee futuriste. Spesso la provocazione era puramente voluta, concedendo i primi posti a persone irruente, oppure assegnando lo stesso posto a più persone. In genere le serate si concludevano con l'intervento della polizia che faceva sgomberare il teatro e arrestava gli organizzatori.